# Мужчине живётся трудно. Фильм 40: Юбилейный салат Торадзиро
«Мужчине живётся трудно. Фильм 40: Юбилейный салат Торадзиро» (яп. 男はつらいよ　寅次郎サラダ記念日, отоко-ва цурай ё: торадзиро саладо кинэнби; англ. Tora-san's Salad-Day Memorial  (Tora-san 40) — японская комедия режиссёра Ёдзи Ямады, вышедшая на экраны в 1988 году. 40-й фильм популярного в Японии киносериала о комичных злоключениях незадачливого чудака Торадзиро Курума, или по-простому Тора-сана. В названии отсылка на поэтессу Мати Тавара, у которой есть сборник стихов под заголовком «Именины салата». По сюжету серии Тора-сан во время своих путешествий встречает и влюбляется в женщину-врача, однако он боится вступить с ней в отношения. По результатам проката фильм посмотрели 1 млн. 822 тыс. японских зрителей.

## Сюжет
На автобусной станции городка Коморо (префектура Нагано) Тора-сан встречает старую женщину, которая вот уже десять лет как живёт в одиночестве после смерти мужа. Чтобы отвлечь её от одиночества, Торадзиро проводит ночь в её доме. На следующее утро в доме старушки появляется молодая женщина-врач Матико Харада, которая пришла, чтобы отвезти пожилую женщину в больницу. Тора-сан помогает ей, а затем приглашает молодую женщину к себе в гости. На следующий день он возвращается домой, в Сибамату (Токио), где в их семейном магазине сладостей его встречают сестра Сакура, тётя Цунэ и дядя Тацудзо. Вскоре Матико приезжает в Токио, чтобы навестить свою племянницу Юки, студентку, изучающую японскую поэзию. Матико навещает Тора-сана, но радость встречи омрачается тем фактом, что им приходит известие о смерти старушки.

## В ролях
- Киёси Ацуми — Торадзиро Курума (или Тора-сан)
- Тиэко Байсё — Сакура, сестра Торадзиро
- Ёсико Мита — Матико
- Хироко Мита — Юки
- Гин Маэда — Хироси, муж Сакуры
- Масами Симодзё — Рюдзо Курума, дядя Тора-сана
- Тиэко Мисаки — Цунэ Курума, тётя Тора-сана
- Хидэтака Ёсиока — Мицуо Сува, сын Сакуры и Хироси, племянник Тора-сана
- Хисао Дадзай — Умэтаро, босс Хироси
- Тисю Рю — Годзэн-сама, священник

## Премьеры
- — национальная премьера фильма состоялась 24 декабря 1988 года в Токио[1].

## Награды и номинации
Премия Японской киноакадемии
- 13-я церемония вручения премии (1990)[3]

Номинации:
- лучшая актриса — Ёсико Мита (ex aequo: «Рикю» и «Жёны якудза: Третье поколение жён во власти»)

Премия журнала «Кинэма Дзюмпо» (1990)
- Номинация на премию за лучший фильм 1989 года, однако по результатам голосования занял лишь 19 место.